# Malraux, tu m'étonnes !
Pour plus de détails, voir Fiche technique et Distribution.
Malraux, tu m'étonnes ! est un film français réalisé par Michèle Rosier et sorti en 2001.

## Synopsis
André Malraux, encore adolescent, part dans un périple initiatique en quête de la culture artistique et littéraire parisienne. Il obtient le prix Goncourt pour son quatrième roman, et part en Espagne combattre le fascisme.

## Fiche technique
- Titre : Malraux, tu m'étonnes !
- Réalisation : Michèle Rosier
- Scénario : Michèle Rosier
- Musique : Yves Cerf
- Costumes : Marie-Claude Altot
- Ingénieur du son : Jean-Claude Brisson
- Image : Emmanuel Machuel
- Montage : Dominique Pâris
- Durée : 180 minutes
- Date de sortie : 21 novembre 2001

## Distribution
- Philippe Clévenot : André Malraux âgé
- Jérôme Robart : André Malraux jeune
- Isabelle Ronayette : Clara Malraux
- Vanessa Larré : Josette Clotis
- Marion Valantine : Madeleine Malraux
- Raphaël Personnaz : Alain Malraux
- Françoise Lebrun : Yvonne de Gaulle
- Elisabeth Kaza : Adrienne Malraux
- Maud Rayer : Berthe Malraux
- Bérangère Bonvoisin : Bérénice
- Denis Podalydès : Titus
- Daniel Martin : Paul Desjardins
- Bernard Waver : André Gide
- Françoise Paumard : Marie Malraux
- Arnaud Letouze : Fernand Malraux
- Olivier Hémon : Charles de Gaulle
- Dominique Gras : Claude Mauriac

## Réception critique
Pour Les Inrocks, « la durée  trois heures  a de quoi décourager les patiences les plus trempées », et « l’intérêt porté au film dépend pour une forte part du degré d’affection pour la figure Malraux ».